# Liste von Werkzeugen
Diese Liste von Werkzeugen führt Arten und Formen von Gerätschaften auf, die in Handwerk und Industrie verwendet werden.
Spezielle Werkzeuge, Geräte und Maschinen werden in folgenden Listen aufgeführt:
- Liste von Messgeräten
- Liste der Werkzeugmaschinen
- Liste forstwirtschaftlicher Geräte und Maschinen
- Liste landwirtschaftlicher Geräte und Maschinen

Der Fachverband für Bautechnik führt eine Baugeräteliste (BGL) mit bei Bauausführung und Baustelleneinrichtung verwendeten Baumaschinen und Baugeräten.
Siehe auch die folgenden Kategorien:
- Werkzeug nach Antrieb
- Werkzeug nach Führung
- Werkzeug nach Verwendung
- Multifunktionswerkzeug
- Steinwerkzeug
- Holzbearbeitungswerkzeug

## Die Liste
Diese Liste ist alphabetisch aufsteigend angelegt. Einzelne Einträge erhalten ggf. weitere Ergänzungen. Einträge mit mehreren Bezeichnungen verweisen ggf. auf die üblichste Bezeichnung.

## A
- Abisolierzange
- Abflussspirale
- Abzieher
- Abziehstein
- Absetzzange
- Aderendhülsenzange
- Ahle
- Amboss
- Anreibhammer
- Anschlageisen
- Anschlagwinkel
- Auftreibschere
- Ausreiber
- Ausschlageisen, siehe Locheisen
- Axt

## B
- Bandhacke
- Bandhaken
- Bandschlüssel
- Bär
- Bauchzange
- Beil
- Beitel
- Bergeisen
- Besen
- Biegeeisen
- Bindermesser
- Bit
- Blechschere
- Bohrer
- Bohrkrone siehe Bohrer
- Bohrsäge siehe Stichling
- Bolzenschneider
- Brechstange
- Bundaxt (anderes Wort für Bandhacke;  siehe oben)
- Bundsäge, siehe Säge
- Burin
- Bürste

## C
- Crimp-Zange
- Cutter (Messer)

## D
- Dampfhammer, siehe Fallhammer
- Dengelhammer
- Dechsel (auch Dachsbeil)
- Dekupiersäge
- Diamant-Trennscheibe
- Dietrich
- Doppelhobel
- Dorn
- Drahtbürste
- Dreget
- Drehmeißel
- Drehmomentschlüssel
- Drehpfahl
- Drehstahl siehe Drehmeißel
- Drillbohrer
- Drucklufthammer
- Druckluftnadler
- Dübeleisen

## E
- Elektropick, siehe E-pick
- Engländer
- Eisensäge

## F
- Fällaxt, siehe Axt
- Fallhammer
- Falzhobel, siehe Hobel
- Fäustel
- Federhaken
- Federspanner
- Feile
- Feilkloben
- Feinsäge
- Fettpresse
- Feststellzange (Gripzange)
- Filete
- Filzbrett
- Flachzange
- Fliesenschneider
- Fliesenlöser
- Forstnerbohrer
- Franzose
- Fräser
- Fräsrädchen
- Friktionshammer, siehe Fallhammer
- Fuchsschwanz (Säge)
- Fügebock
- Fügelade
- Furniersäge, siehe Säge

## G
- Gabelschlüssel (auch Maulschlüssel genannt)
- Gehrungsschmiege
- Gehrungssäge
- Geißfuß
- Geradschere
- Gestellsäge
- Gewindebohrer
- Gewindeschneider
- Gewindefeile
- Glasbrechzange
- Glaserzange
- Glasmacherpfeife
- Glasschneider
- Glättkelle
- Grabgabel
- Grabstichel
- Gratsäge
- Gripzange
- Grundsäge
- Gummihammer

## H
- Hacke – siehe auch Axt
- Hahnenschlüssel
- Halbdiamant
- Halligan-Tool
- Hammer
- Handpumpe
- Handramme
- Harke, siehe Hacke oder Rechen
- Haspel
- Haue, siehe Hacke
- Hebeisen
- Hebebock
- Hebelade
- Hebelvornschneider
- Hefteisen
- Hippe
- Hobel
- Hobelbank
- Hobelmeißel
- Höhenreißer
- Hohleisen
- Honahle
- Holzform (Glasmacher)

## I
- Innensechskant-Schlüssel (auch Inbusschlüssel genannt)
- Iler (Schabeisen der Kammmacher)

## J
- Justorium
- Japansäge

## K
- Kanonenbohrer
- Kantring
- Kapselheber, auch Flaschenöffner
- Keilhaue
- Kelle siehe Maurerkelle
- Kittmesser, siehe Messer
- Klaue, auch als Maschinenteil
- Klopfholz
- Klüpfel
- Kluppe
- Knarre (Werkzeug)
- Knebel (Werkzeug) auch Schiebstück mit Drehstange
- Kneifzange
- Knipp
- Kniespanner, auch Knie-Kicker, Raumspanner oder Hebelspanner; zum Spannen von Teppichböden
- Knochen
- Knüpfel
- Knüppel
- Kombizange
- Konterpunze
- Körner
- Kornhammer
- Krätzer
- Kreuzhacke, auch Pickel genannt, siehe Spitzhacke
- Kreuzschlitzschraubenzieher, siehe Schraubenzieher
- Kreuzschlüssel
- Kröseleisen
- Kröselzange
- Kugelhammer
- Kuhfuß (Werkzeug)
- Kurbelhammer, siehe Fallhammer

## L
- Laubsäge
- Leatherman
- Linksausdreher
- Lochbeitel, siehe Beitel
- Locheisen
- Lochfräser, siehe Fräswerkzeug
- Lochsäge, siehe Säge
- Lochstanze
- Lochzange
- Lohlöffel
- Lötkolben
- Lötlampe

## M
- Maishacke, siehe Axt
- Maßband
- Maulschlüssel (auch Gabelschlüssel genannt)
- Maurerkelle
- Meißel
- Meißelbohrer
- Messer
- Messschieber
- Metallsäge
- Mikrolith
- Monierzange
- Montiereisen
- Multifunktionswerkzeug
- Mutternsprenger

## N
- Nadel
- Nagel
- Nageleisen
- Nagelklaue
- Nähross, siehe Schraubstock und Sattler
- Nietenzieher
- Nietwerkzeuge
- Nippelspanner
- Nuthobel, siehe Hobel
- Nuss, siehe Schraubenschlüssel

## O
- Ohrzange
- Ölauffangbehälter
- Ölfilterschlüssel
- Ölkanne
- Ölstein

## P
- Papiermesser
- Pickel, auch Kreuzhacke genannt, siehe Spitzhacke
- Pinsel
- Pinzette
- Pistill, siehe auch Reibschale
- Presszange
- Puksäge
- Pumpe
- Punze (Werkzeug) – Schlagstempel zur Metallbearbeitung; wird als Punziereisen auch zusammen mit dem Drehmesser für Lederarbeiten verwendet

## R
- Raspel
- Ratsche
- Raubank
- Räumaxt, siehe Axt
- Räumnadel
- Räumwerkzeug
- Rechen
- Reibahle
- Reibebrett
- Reibschale
- Reifkloben
- Reißnadel
- Ringschlüssel
- Rohr-Schraubzwinge
- Rohrausklinker
- Rohrentgrater
- Rohrexpander
- Rohrschraubstock
- Rohrzange
- Rundglasschneider, siehe Zirkelschneider
- Rundschere
- Rundlochstanze
- Rundzange

## S
- Sackbohrer
- Säge
- Sammethaken
- Sammetmesser
- Samthaken
- Samtmesser
- Sappi, Sappel
- Sapie
- Schafschere
- Schäferschippe
- Schaufel
- Schere
- Schießnadel
- Schindelmesser
- Schlägel
- Schlagschere (Tafelschere)
- Schlagstempel
- Schlegel siehe Hammer
- Schleifpapier
- Schleifscheibe
- Schleifstein
- Schleifteller
- Schlüsselfeile
- Schmirgelkluppe (Eisendreher)
- Schneideisen
- Schneidkluppe
- Schnitzpferd, siehe Schnitzbank und Schraubstock
- Schraubenzieher
- Schraubenschlüssel
- Schraubstock
- Schraubzwinge
- Schrotaxt, siehe Axt
- Schrupphobel
- Schwammbrett
- Seitenschneider
- Senker
- Sense
- Sichel
- Sickenhammer
- Simshobel
- Skalpell
- Skelettpistole
- Spachtel
- Spaltaxt siehe Axt
- Spalter
- Spalthammer
- Span
- Spanner
- Spaten
- Spitzhammer
- Spitzzange
- Splintentreiber
- Spritzgußwerkzeug siehe Spritzgießwerkzeug
- Stahllineal
- Stampfer
- Standhahnmutterschlüssel
- Stangen-Schlangenbohrer siehe Bohrer
- Stechbeitel siehe Beitel
- Stemmeisen
- Stichaxt
- Stichling
- Stichsäge
- Stift
- Stifthammer, siehe Hammer
- Storchschnabelzange
- Streichmaß
- Strukturzange (Glasmacher)
- Stupspinsel, auch Stupfpinsel und Schablonierpinsel

## T
- Tacker
- Tauchsäge
- Täcks
- Tafelschere (Schlagschere)
- Tapetenmesser, siehe Messer
- Teppichmesser, siehe Cutter (Messer)
- Tasso (Werkzeug)
- Tjanting
- Thermosäge
- Transmissionshammer, siehe Fallhammer
- Traufel, siehe Glättkelle
- Trennscheibe
- Tuschierlineal
- Tuschierplatte
- Twinsäge
- Trennschleifer

## U
- Unkrautstecher
- Uhrmacherwerkzeug

## V
- Versenker, siehe Ausreiber
- Vertikalhammer, siehe Fallhammer
- Vierkantschlüssel, kurz Vierkant
- Vorschlaghammer

## W
- Waldaxt, siehe Axt
- Walze (Werkzeug)
- Wasserpumpenzange
- Windeisen, siehe Gewindebohrer
- Winkelschere, siehe Schere
- Winkelschleifer
- Wölbungshobel
- Wulgerholzlöffel
- Wasserwaage
- Winkel (Werkzeug)

## Z
- Zahnklammer
- Zahnkelle, siehe Glättkelle
- Zange
- Zapine, Zappel
- Zentrierbohrer
- Zentrierständer
- Zentrierwinkel
- Zieheisen
- Ziehfeder
- Ziehklinge
- Zimmeraxt, siehe Bandhacke
- Zirkel
- Zirkelschneider
- Zugmesser
- Zwackeisen
- Zwinge
- Zinnmesser